# Glory Alozieová
Glory Alozieová (nepřechýleně Alozie; * 30. prosince 1977) je španělská atletka původem z Nigérie, sprinterka, jejíž specializací byly krátké překážkové běhy.

## Sportovní kariéra
Narodila se v Nigérii a tuto zemi reprezentovala do roku 2000. Od července 2001 se stala španělskou občankou a začala reprezentovat Španělsko. Největší úspěchy dosáhla v běhu na 100 metrů překážek.
Začátek její kariéry byl ve znamení stříbrných medailí z této disciplíny na mezinárodních soutěžích. V roce 1996 skončila druhá na světovém juniorském šampionátu, v Seville v roce 1999 také na mistrovství světa mezi dospělými a o rok později na olympiádě v Sydney. Obdobných úspěchů dosáhla také na halových šampionátech. Stříbrnou medaili v běhu na 60 metrů překážek vybojovala na halových mistrovstvích světa v roce 1999, 2003 a 2006. Největší úspěch pro ni znamenal titul mistryně Evropy v běhu na 100 metrů překážek v roce 2002.

## Osobní rekordy
- běh 60 metrů: 7,17 sek.
- běh 60 metrů překážky: 7,82 s.
- běh 100 metrů: 10,90 sek.
- běh 100 metrů překážky: 12,44 sek.
- běh na 200 metrů: 23,09 s.